# Rebeka Oblak
Rebeka Oblak, slovenska alpska smučarka, * 1. junij 2001. 
Oblak je članica kluba SK Ljubljana Kristianija. Nastopila je na svetovnih mladinskih prvenstvih v letih 2019, 2020 in 2021, ko je dosegla svojo najboljšo uvrstitev s 26. mestom v superveleslalomu. V svetovnem pokalu je debitirala 15. februarja 2020, ko je na veleslalomu za Zlato lisico v Kranjski gori zasedla 39. mesto..